# رودزویل (آلاباما)
رودزویل (به انگلیسی: Rhodesville) یک منطقهٔ مسکونی در ایالات متحده آمریکا است که در آلاباما واقع شده‌است. رودزویل ۱۷۷٫۰۹ متر بالاتر از سطح دریا قرار دارد.